# هفت روز تا ظهر
هفت روز تا ظهر (انگلیسی: Seven Days to Noon) فیلم درام/دلهره‌آور به کارگردانی جان و روی بولتینگ محصول ۱۹۵۰ بریتانیا است. داستان این فیلم بر اساس کتاب، Un Nazi en Manhattan، نوشتهٔ فرناندو ژوسو، پل دن و جیمز برنارد است. فیلم برنده جایزه اسکار برای بهترین داستان در بیست و چهارمین دوره جوایز اسکار در ۱۹۵۲ میلادی شد.